# Luperaltica semiflava
Luperaltica semiflava är en skalbaggsart som först beskrevs av Fall in Fall och Cockerell 1907.  Luperaltica semiflava ingår i släktet Luperaltica och familjen bladbaggar. Inga underarter finns listade i Catalogue of Life.